# Heracleum umbellatum
Heracleum umbellatum är en flockblommig växtart som beskrevs av Johann Anton Güldenstädt. Heracleum umbellatum ingår i släktet lokor, och familjen flockblommiga växter. Inga underarter finns listade i Catalogue of Life.